# Борид осмия
Борид осмия — бинарное неорганическое соединение
осмия и бора
с формулой OsB1,2,
кристаллы.

## Получение
- Сплавление стехиометрических количеств чистых веществ:

{\displaystyle {\mathsf {Os+1,2B\ {\xrightarrow {1575^{o}C}}\ OsB_{1,2}}}}

## Физические свойства
Борид осмия образует кристаллы
гексагональной сингонии,
пространственная группа P 6m2,
параметры ячейки a = 0,28761 нм, c = 0,28709 нм, Z = 1.